# Calligonum microcarpum
Calligonum microcarpum är en slideväxtart som beskrevs av Borszcz.. Calligonum microcarpum ingår i släktet Calligonum och familjen slideväxter. Inga underarter finns listade i Catalogue of Life.